# Idrissa Touré
Idrissa Touré (* 29. April 1998 in Berlin) ist ein deutscher Fußballspieler mit guineischen Wurzeln. Seit Juli 2021 steht er bei der AC Pisa unter Vertrag.

## Karriere

### Vereine
Touré hatte in der Jugendabteilung von Tennis Borussia Berlin mit dem Fußballspielen begonnen, bevor er im Januar 2015 zur U-17 von RB Leipzig wechselte, mit der er in der Nord/Nordost-Staffel der A-Junioren-Bundesliga spielte.
Im Januar 2016 reiste er als einer von drei Nachwuchsspielern des Vereins mit der ersten Mannschaft ins Trainingslager in die Türkei. Im Februar 2016 wurde die Laufzeit seines Vertrages bis Juni 2019 verlängert. Zu seinem Debüt in der 2. Bundesliga kam der Mittelfeldspieler am 13. März 2016 beim 2:1-Sieg gegen den TSV 1860 München.
Nach seiner Suspendierung aus der U-19-Auswahl des DFB (s. unten) verwies RB Leipzig ihn und Vitaly Janelt Mitte Oktober 2016 ihrer Wohnungen in der Akademie und verhängte eine Geldstrafe im fünfstelligen Bereich zugunsten sozialer Projekte. Zudem mussten beide stundenweise in einer Kindertagesstätte arbeiten. Touré und Janelt gehörten fortan weder dem Kader der U-19 noch der zweiten Mannschaft an und trainierten in einer eigenen Gruppe. Ende November 2016 wurden sie wieder ins Training der U-19 integriert, blieben aber vom Spielbetrieb ausgeschlossen.
In der Winterpause 2016/17 wechselte Touré zum FC Schalke 04, bei dem er dem Kader der zweiten Mannschaft (U-23) angehörte. Er erhielt einen Vertrag bis zum 30. Juni 2018. Ein halbes Jahr und zehn Einsätze in der Regionalliga West später wechselte Touré zur Saison 2017/18 in die 3. Liga zur zweiten Mannschaft von Werder Bremen, mit der er am Saisonende in die Regionalliga Nord abstieg. In 35 Ligaeinsätzen erzielte er zwei Treffer. Im Mai 2018 erhielt Touré einen Profivertrag. Anfang Juli 2018 absolvierte er ein Probetraining beim niederländischen Erstligisten VVV-Venlo. Eine Leihe kam jedoch nicht zustande.
Anfang August 2018 wechselte Touré bis zum Ende der Saison 2018/19 auf Leihbasis zu Juventus Turin. Dort sollte er regelmäßig mit den Profis trainieren und dem Kader der neu gemeldeten zweiten Mannschaft (U23) angehören, die in der Serie C spielte. Touré entwickelte sich in der U23 zum Stammspieler und absolvierte unter Mauro Zironelli 34 Spiele (28-mal von Beginn) in der Serie C, in denen er 2 Tore erzielte. Zur Saison 2019/20 erwarb Juventus Turin die Transferrechte an Touré. In seiner zweiten Saison kam Touré 25-mal (21-mal in der Startelf) in der Serie C zum Einsatz und erzielte ein Tor.
Zur Saison 2020/21 wechselte Touré für ein Jahr auf Leihbasis zum niederländischen Erstligisten Vitesse Arnheim. Dort konnte er sich allerdings nicht durchsetzen. Der Mittelfeldspieler wurde 20-mal in der Eredivisie eingesetzt, stand aber nur 4-mal in der Startelf und erzielte ein Tor.
Zur Saison 2021/22 kehrte Touré nach Italien zurück und wechselte zum Zweitligisten AC Pisa, bei dem er einen Vertrag bis zum 30. Juni 2025 unterschrieb.

### Nationalmannschaft
Am 12. November 2015 debütierte Touré bei einem Freundschaftsspiel gegen die Niederlande für die deutsche U-18-Auswahl und fungierte fortan mehrmals als Mannschaftskapitän. Am 2. September 2016 gab er sein Debüt für die deutsche U-19-Auswahl.
Im Oktober 2016 suspendierte die U19 Touré, nachdem er auf einer Länderspielreise in Albanien gemeinsam mit Mitspieler Vitaly Janelt ein Hotelzimmer in Brand gesetzt hatte. Der Brand wurde durch eine Shisha ausgelöst.

## Erfolge
- Aufstieg in die Bundesliga: 2016